# Tossal Gros (l'Espluga Calba)
El Tossal Gros és una muntanya de 536 metres que es troba al municipi de l'Espluga Calba, a la comarca catalana de les Garrigues.